# Nicolás Vikonis
Nicolás Vikonis Moreau (ur. 6 kwietnia 1984 w Montevideo) – urugwajski piłkarz pochodzenia litewskiego występujący na pozycji bramkarza.